# Clementinum

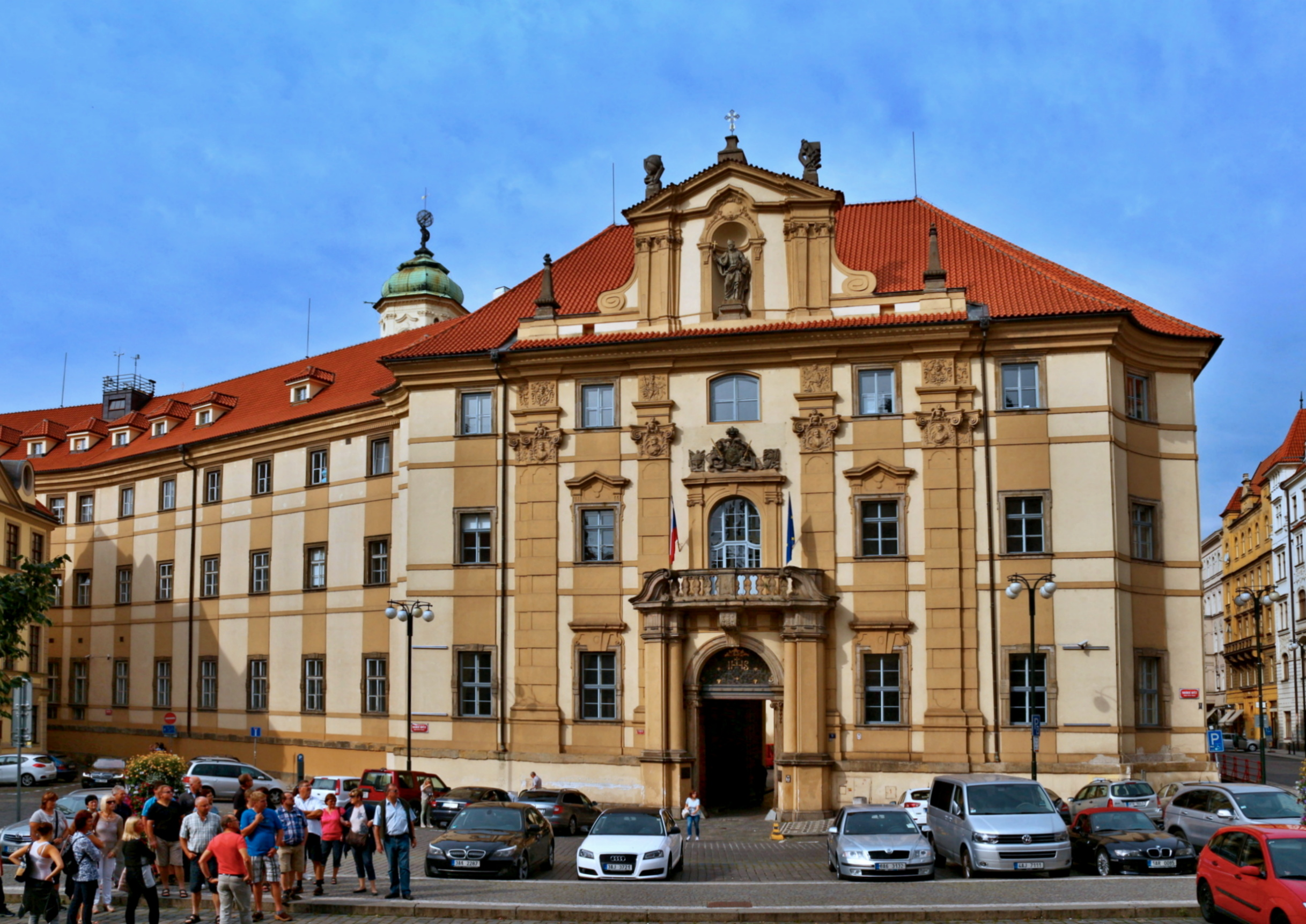
Fațada de est, cu turnul observatorului astronomic pe fundal

Clementinum (în germană și cehă Klementinum) este un complex de clădiri istorice din Praga, în care se află sediul central al Bibliotecii Naționale a Cehiei. În trecut Clementinum a adăpostit de asemenea Biblioteca Universitară din Praga și biblioteca Politehnicii din Praga. Biblioteca Tehnică s-a mutat în anul 2009 în clădirea Bibliotecii Tehnice Naționale din Praga din Technická 6.
Clementinum este utilizat în prezent de Biblioteca Națională a Cehiei. În 2005 această instituție a primit Premiul Jikji (Memoria Lumii) din partea UNESCO.

## Istoric

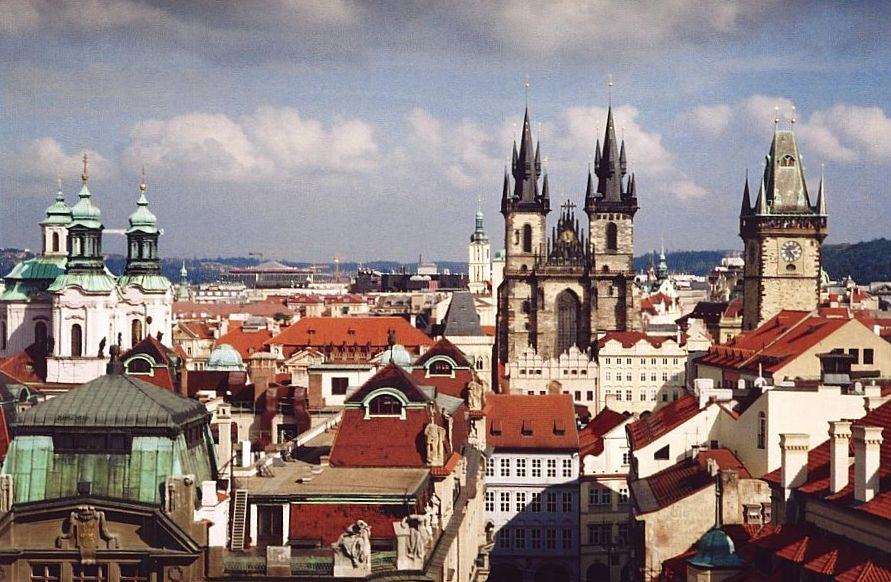
Vedere a orașului din Clementinum

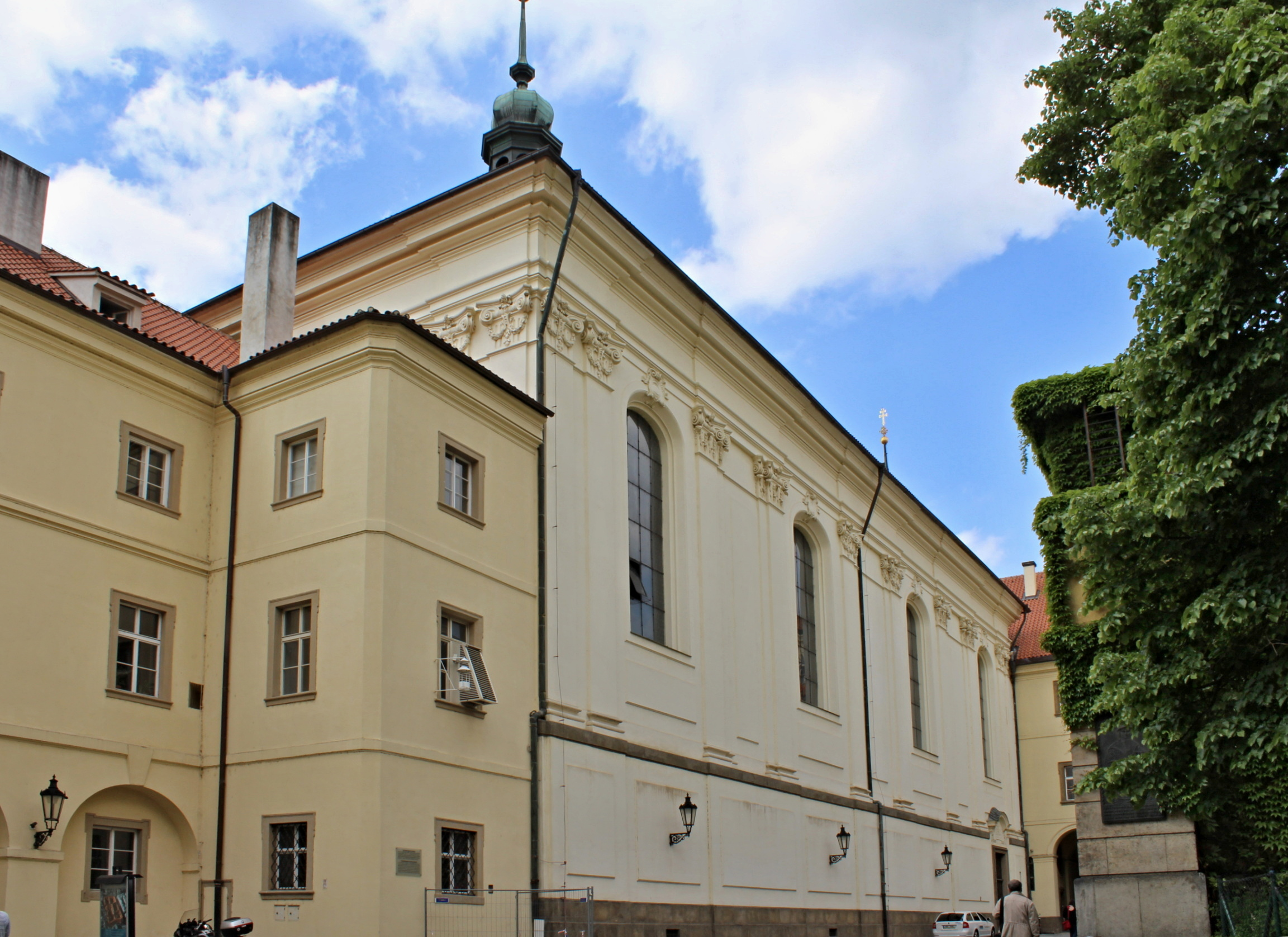
en, a exarhatului rutean

Istoria clădirii datează din secolul al XI-lea când a fost construită aici într-o capelă dedicată Sfântului Clement. O mănăstire dominicană a fost fondată în perioada medievală, care a fost transformată în 1556 într-un colegiu iezuit. În 1622 iezuiții au transferat biblioteca Universității Caroline în Clementinum, iar colegiul a fuzionat cu universitatea în 1654. 
Observatorul astronomic a fost înființat în anul 1751 de profesorul de matematică Joseph Stepling, care a fost și primul său director.
Iezuiții au rămas aici până la desființarea ordinului în 1773. Clementinum a funcționat în continuare ca observator astronomic, bibliotecă și universitate de stat, sub egida împărăteasei Maria Tereza a Austriei.
Biblioteca Națională a fost fondată în 1781, iar începând din 1782 Clementinum a fost depozitul legal al bibliotecii. În 1918 nou înființata Cehoslovacie a preluat biblioteca. Începând din 1990 Clementinum a fost sediul Bibliotecii Naționale Cehoslovace. Biblioteca deține o colecție a scrierilor și obiectelor personale ale lui Wolfgang Amadeus Mozart, materiale ce au aparținut lui Tycho Brahe și Comenius, precum și exemplare istorice ale principalelor lucrări ale literaturii cehe. Arhitectura clădirii este un exemplu notabil de arhitectură barocă, iar Clementinum, care are o suprafață de 20.000 de metri pătrați, este al doilea cel mai mare complex de clădiri din Praga, după Cetatea Pragăi.
Cu mai mulți ani înainte de 2006, a existat o dezbatere cu privire la posibilitățile de a extinde spațiul pentru colecțiile viitoare ale bibliotecii deoarece se aștepta ca spațiul clădirii Clementinum să-și atingă limitele prin 2010. 
În anul 2006 autoritățile municipale de la Praga au decis să vândă Bibliotecii Naționale proprietatea orășenească situată în zona Letná, în apropiere de centrul Pragăi. În primăvara anului 2006 a avut loc un concurs internațional de proiecte arhitectonice pentru noua clădire. Arhitectul care a câștigat concursul este Jan Kaplický, dar concursul a fost însă anulat, astfel încât Biblioteca Națională Cehă își așteaptă încă proiectul final.

## Curiozități

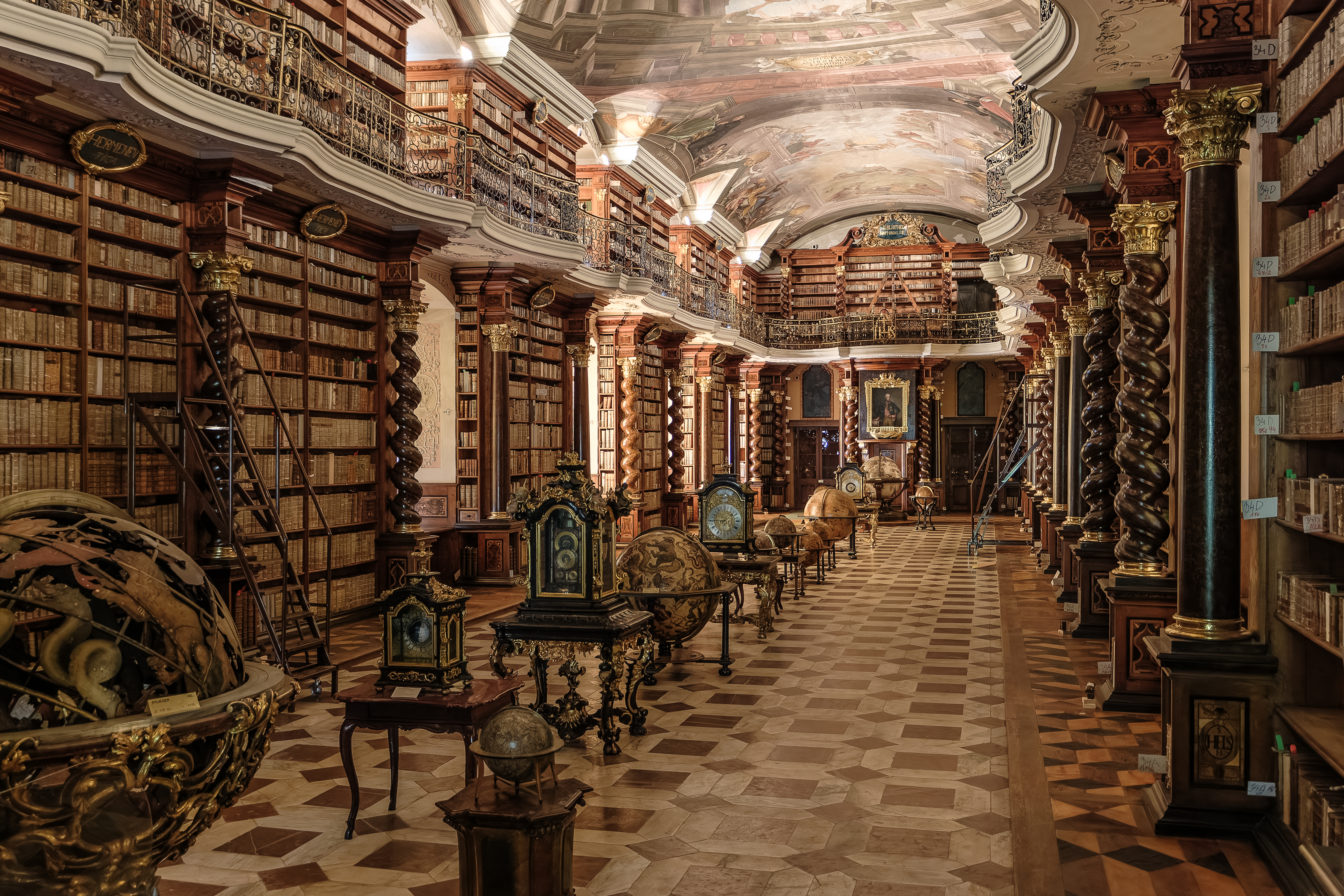
Aula barocă a bibliotecii

- La un moment dat Clementinum a fost cunoscut ca al treilea cel mai mare colegiu iezuit din lume.
- Cele mai vechi înregistrări meteorologice din zona Cehiei au fost realizate în Clementinum în anul 1775. Înregistrările continuă și în prezent.[2]
- Clementinum este menționat în "Miracolul secret" de Jorge Luis Borges. Personajul principal are un vis despre biblioteca din Clementinum în care bibliotecarii îl caută pe Dumnezeu în cărțile din bibliotecă. Unul dintre bibliotecari spune:

Dumnezeu se află într-una din scrisorile de pe una din paginile uneia din cele patru sute de mii de cărți din Clementinum. Părinții mei și părinții părinților mei au căutat această scrisoare; eu însumi am devenit orb căutând-o. Un cititor intră și oferă personajului principal un atlas, spunându-i că acest atlas îi este inutil. Personajul principal deschide cartea la întâmplare și găsește o hartă a Indiei, iar după ce atinge una din litere îl găsește atunci pe Dumnezeu.
- Aula barocă a bibliotecii din interiorul Clementinum este cunoscută pentru frumoasele sale lucrări artistice interioare, inclusiv picturile de pe tavan realizate de Jan Hiebl.

## Galerie

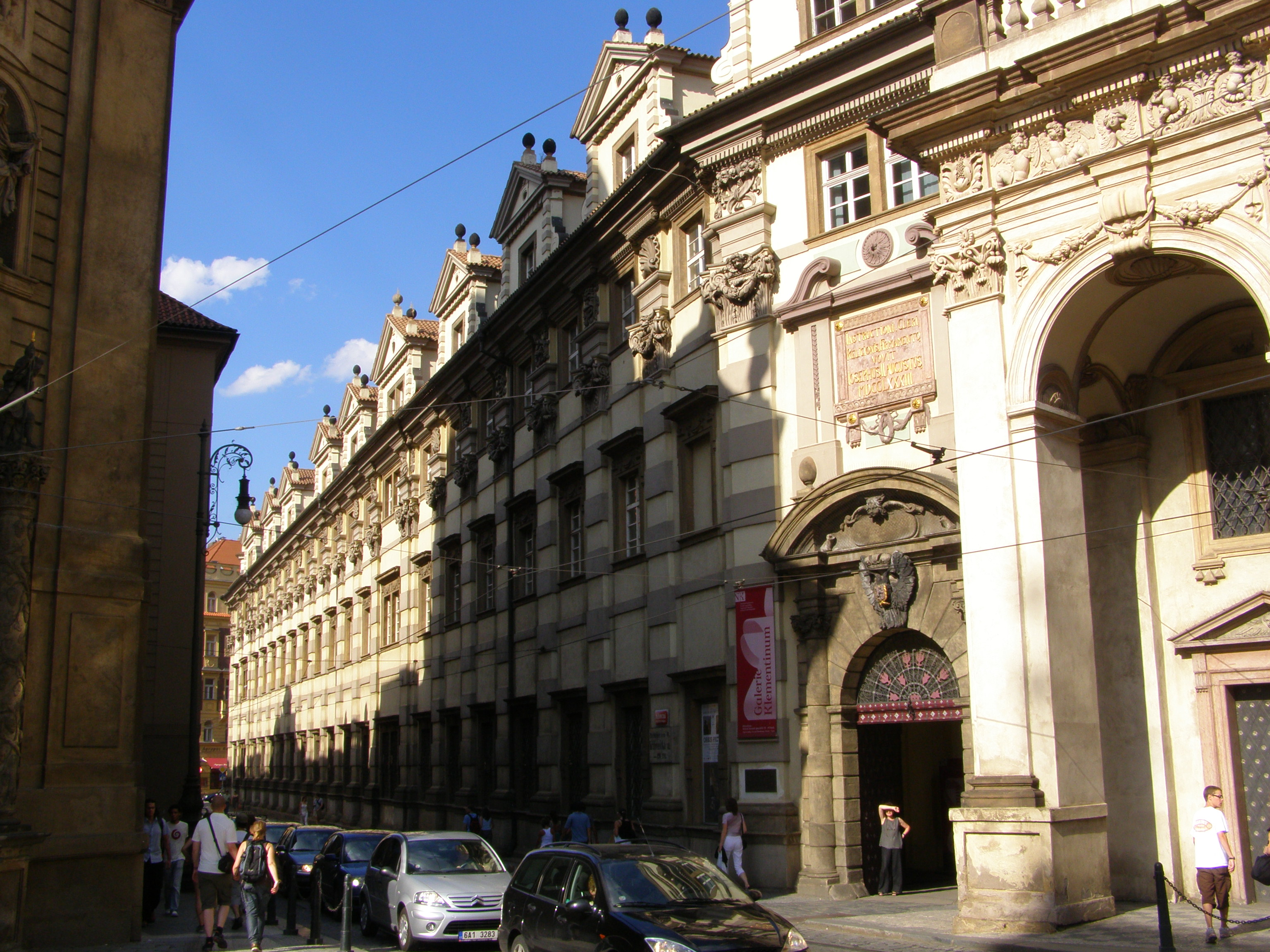
Intrarea în clădire de pe strada Křižovnická.
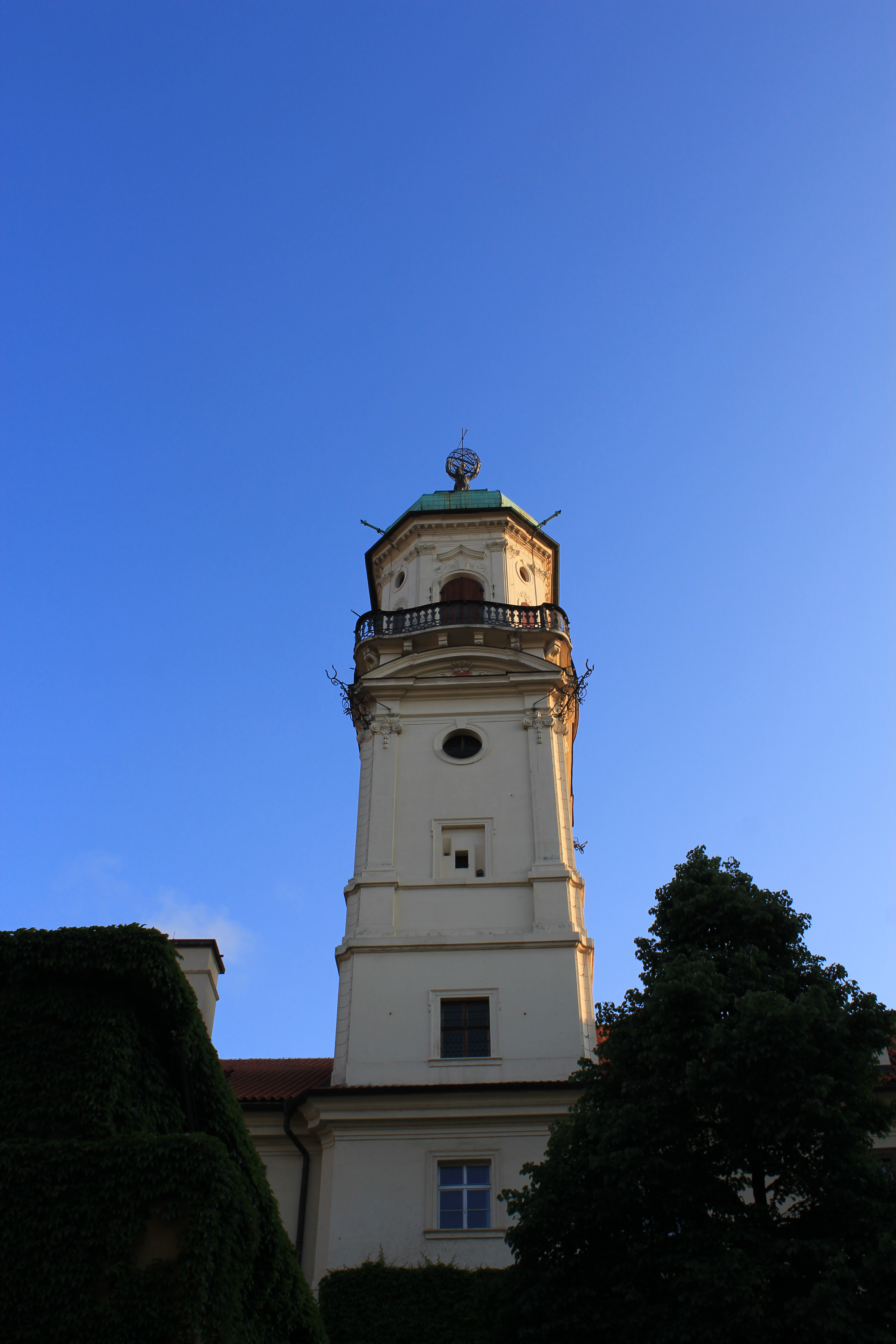
Turnul de observație astronomică.
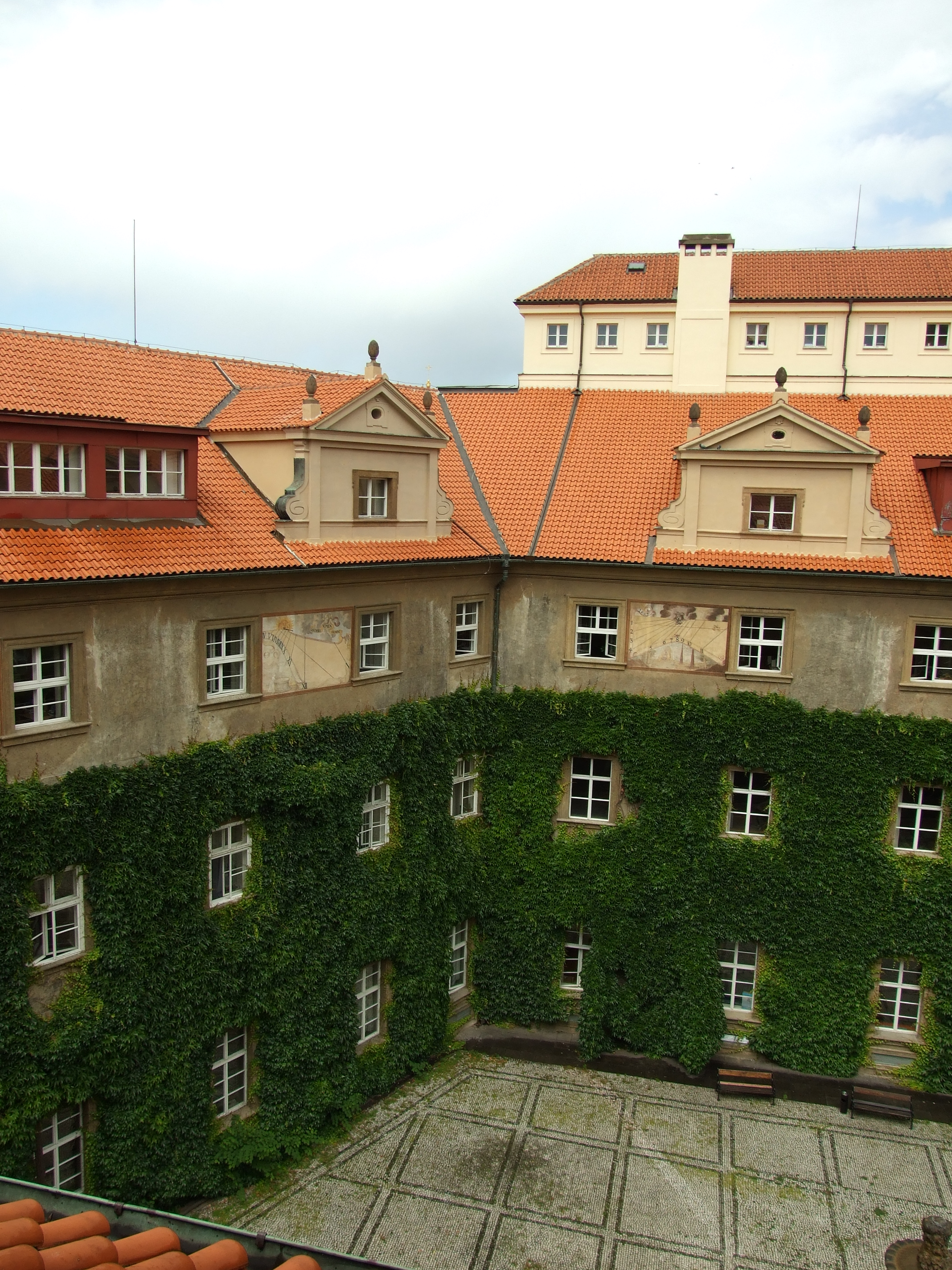
Curtea interioară văzută de la etaj a clădirii Clementinum, unde este situată biblioteca slavă.
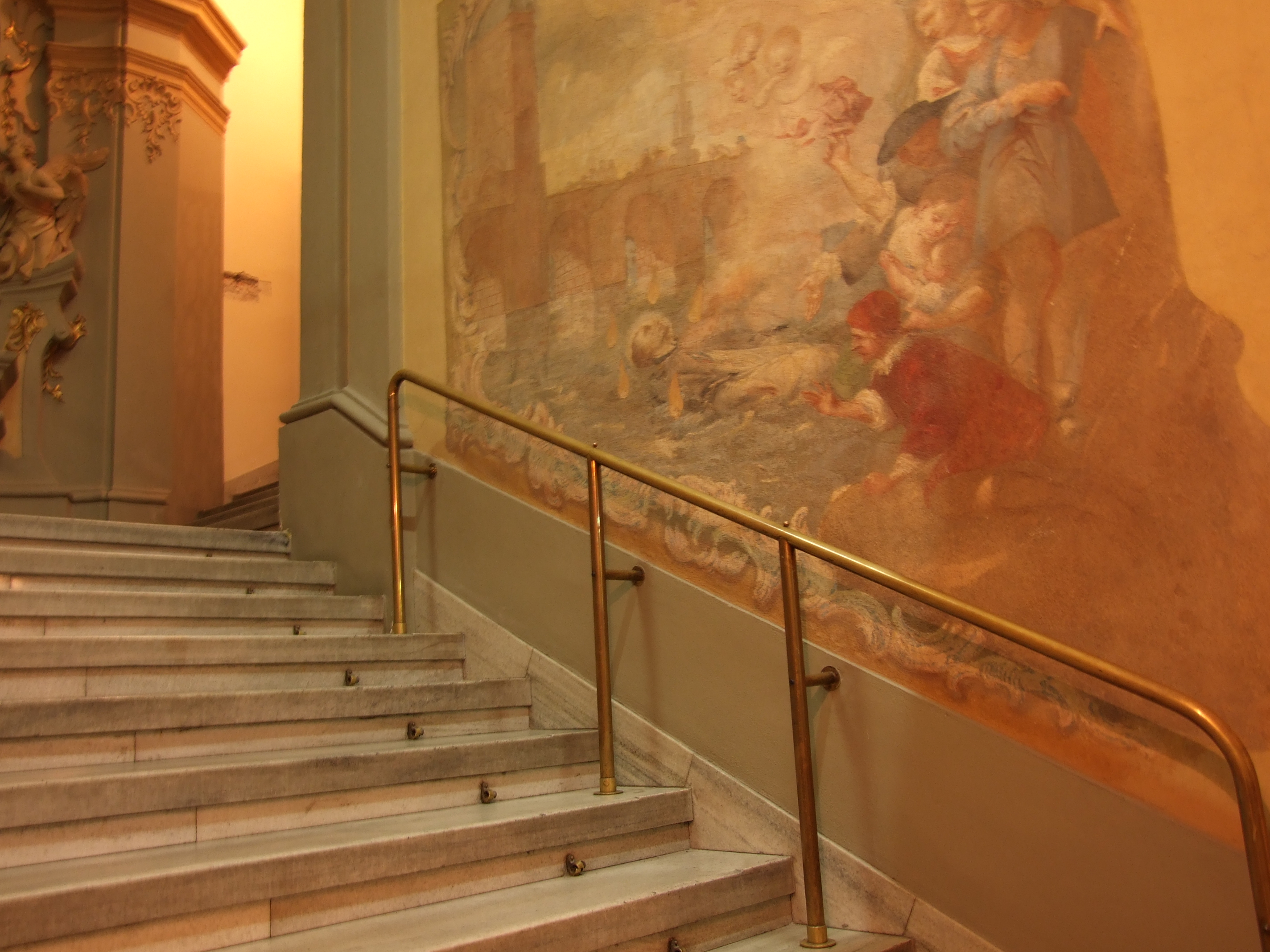
În interiorul Clementinum, Orașul Vechi, Praga.
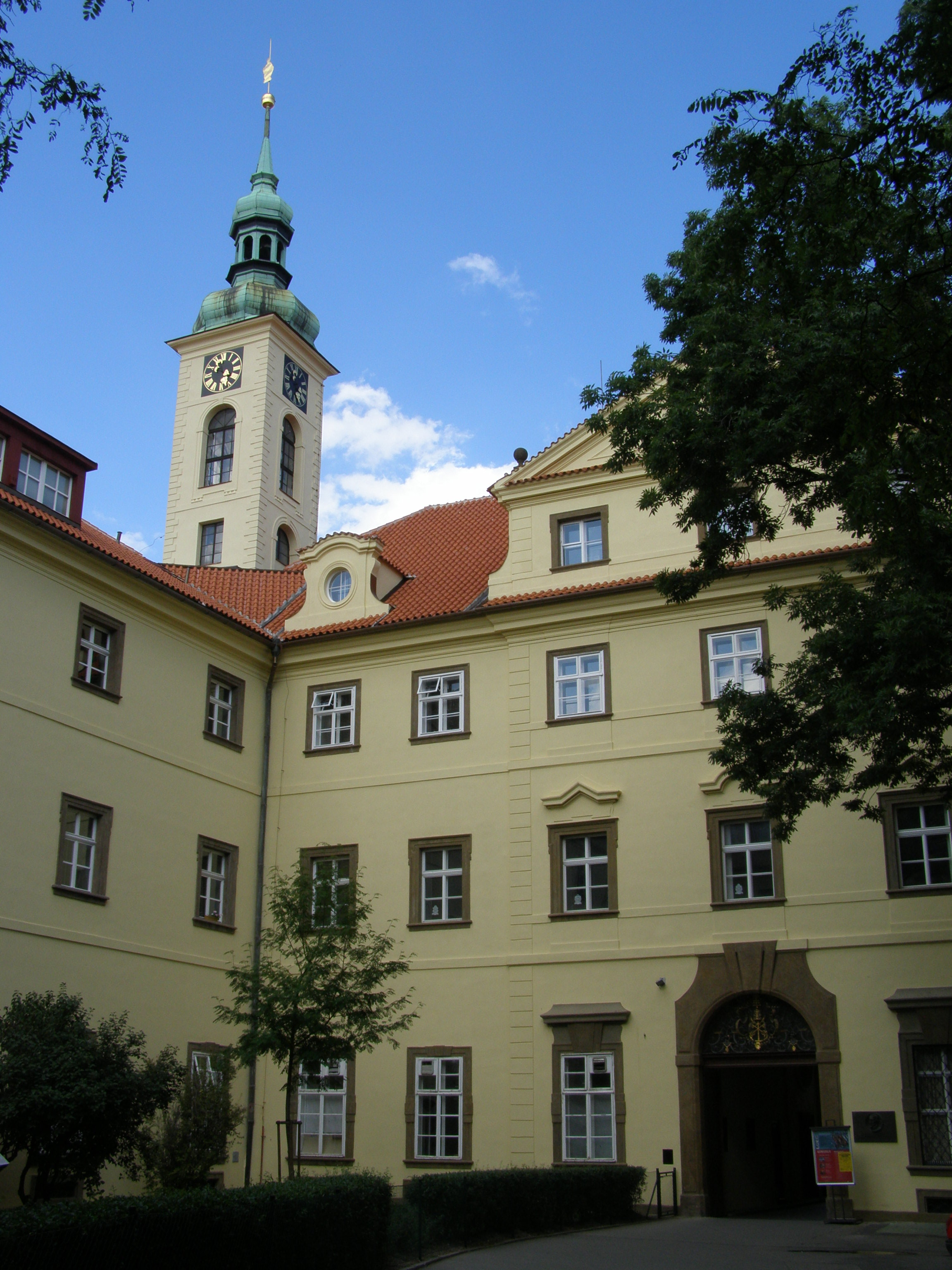
Una dintre curți.
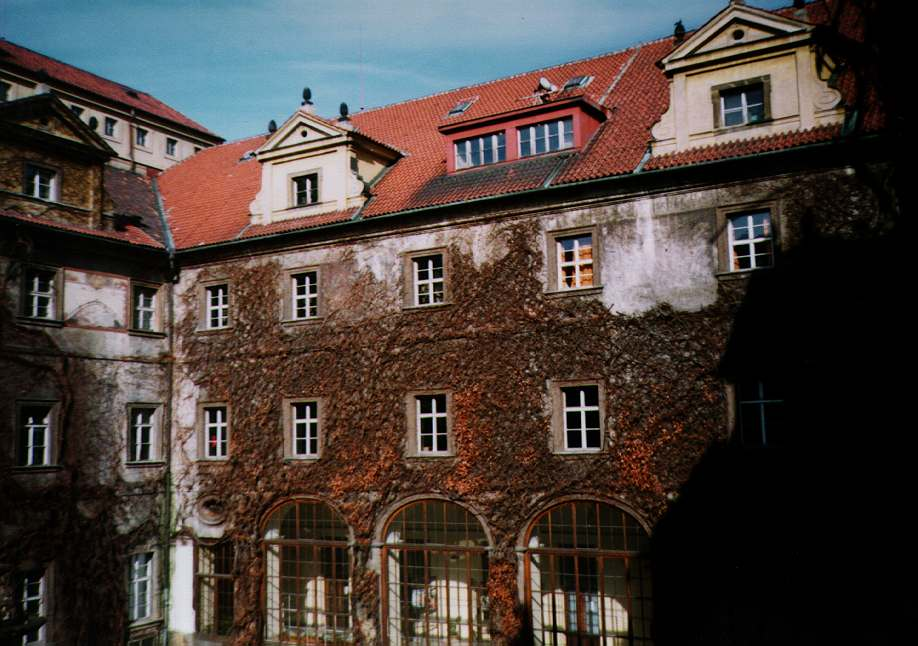
Perete cu panouri solare în curtea interioară a clădirii Clementinum